# Nitijeļā
Capitole des Îles Marshall
La Législature des Îles Marshall (couramment appelé en marshallais : Nitijeļā ; en anglais : Legislature of the Marshall Islands) est l'organe législatif monocaméral des Îles Marshall. Il se compose de 33 membres élus pour quatre ans siégeant à Delap-Uliga-Darrit, la capitale.

## Système électoral
Le Nitijeļā est composé de 33 sièges pourvus tous les quatre ans selon un système électoral majoritaire. Dix-neuf sièges sont ainsi à pourvoir au scrutin uninominal majoritaire à un tour dans autant de circonscription électorale et 14 au scrutin plurinominal majoritaire dans 5 circonscriptions de 2 à 5 sièges. Les électeurs disposent d'autant de voix que de sièges à pourvoir dans leurs circonscriptions, et les candidats ayant recueilli le plus de voix sont déclarés élus.
Le droit de vote s'acquiert à l'âge de 18 ans, et voter n'est pas obligatoire. Les émigrés, généralement installés aux États-Unis — ancienne puissance coloniale — conservent le droit de voter par voie postale lors des élections marshallaises, à condition d'être propriétaires d'un logement aux îles Marshall. Les électeurs émigrés ont un poids électoral non négligeable, ayant renversé en 2011 les résultats dans trois circonscriptions. L'importance des bulletins de vote en provenance de l'étranger retarde par ailleurs l'annonce des résultats, qui prend souvent plus d'un mois,.